# 汾西路
汾西路是中華人民共和國上海市靜安區彭浦新村附近的一條東西走向瀝青道路，道路西起共和新路，東至江楊南路。全長約1400米，寬約20米，車行道寬12米。道路始建於1984年，路名來自於山西省汾西縣。